# Akademikerquote
Die Akademikerquote gibt an, wie hoch der Anteil der Hochschulabsolventen an einer Bevölkerung oder Erwerbsbevölkerung ist. Meist wird sie bezogen auf die Altersgruppe der in der Ausbildung befindlichen Personen angegeben.

## Entwicklung in Deutschland, Österreich und der Schweiz

### Entwicklung in Deutschland
Die Akademikerquote steigt in Deutschland als Teil der Bildungsexpansion seit Mitte des 19. Jahrhunderts an. Da die Akademikerquote bezogen auf die in der Ausbildung befindlichen Jahrgänge über der Akademikerquote der gesamten Erwerbsbevölkerung liegt, wird diese Entwicklung auch die nächsten Jahrzehnte anhalten. Gab es 1830 in Deutschland etwa 16.000 Studenten so stieg diese Zahl bis zum Ende des Kaiserreichs 1918 auf das 10fache und bis 2015 auf das 200fache. Bis zur Machtergreifung der Nationalsozialisten 1933 stieg die Studentenzahl weiter. Nach einem Rückgang in der Zeit des Nationalsozialismus begann nach dem Zweiten Weltkrieg erneut eine kontinuierliche Steigerung der Studentenzahlen und in der Folge der Akademikerquote. Diese Expansion wurde durch verschiedene Faktoren gefördert. Der Zugang zu Hochschulen, der ursprünglich nur über das Gymnasium möglich war, war ab 1900 auch über den Abschluss am Realgymnasium möglich, seit den 1920er Jahren kam der Zweite und Dritte Bildungsweg hinzu. Daneben stieg die Zahl der Hochschulen. 1899 wurden die Technischen Hochschule den Universitäten gleichgestellt, weitere Hochschultypen folgten. Die Zulassung von Frauen zum Hochschulstudium (in Preußen ab 1908) führte zu dem (anfangs langsamen) Wachstum der Akademikerquote der Frauen.
Parallel zur Entwicklung der Akademikerquote stieg der Anteil der Erwerbstätigen, die eine berufliche Ausbildung absolviert haben, bis Anfang der 1990er-Jahre an. Die Anzahl und Bedeutung von un- und angelernten Arbeitnehmern sank deutlich. Seit Mitte der 1990er-Jahre stagniert diese Entwicklung, da zunehmend berufliche durch akademische Ausbildung ersetzt wird und der Anteil ungelernter Arbeitskräfte durch Einwanderung steigt. Im Jahr 2018 lag der Anteil der Erwachsenen im Alter von 25 bis unter 65 Jahren mit Hochschulabschluss bei 22 %.
| Jahr | Abgeschlossene Ausbildung | Berufs- ausbildung | Akademische Ausbildung |
| ---- | ------------------------- | ------------------ | ---------------------- |
| 1975 | 63 %                      | 56 %               | 7 %                    |
| 1976 | 65 %                      | 58 %               | 7 %                    |
| 1977 | 67 %                      | 59 %               | 8 %                    |
| 1978 | 68 %                      | 60 %               | 8 %                    |
| 1979 | 70 %                      | 61 %               | 9 %                    |
| 1980 | 71 %                      | 62 %               | 9 %                    |
| 1981 | 71 %                      | 62 %               | 9 %                    |
| 1982 | 72 %                      | 62 %               | 9 %                    |
| 1983 | 73 %                      | 63 %               | 10 %                   |
| 1984 | 74 %                      | 64 %               | 10 %                   |
| 1985 | 75 %                      | 65 %               | 10 %                   |
| 1986 | 77 %                      | 66 %               | 11 %                   |
| 1987 | 78 %                      | 67 %               | 11 %                   |
| 1988 | 79 %                      | 68 %               | 12 %                   |
| 1989 | 80 %                      | 68 %               | 12 %                   |
| 1990 | 81 %                      | 69 %               | 12 %                   |
| 1991 | 84 %                      | 72 %               | 12 %                   |
| 1992 | 84 %                      | 71 %               | 13 %                   |
| 1993 | 85 %                      | 71 %               | 14 %                   |
| 1994 | 85 %                      | 71 %               | 14 %                   |
| 1995 | 86 %                      | 71 %               | 15 %                   |
| 1996 | 86 %                      | 70 %               | 16 %                   |
| 1997 | 87 %                      | 71 %               | 16 %                   |
| 1998 | 87 %                      | 71 %               | 16 %                   |
| 1999 | 86 %                      | 70 %               | 16 %                   |
| 2000 | 86 %                      | 69 %               | 17 %                   |
| ...  | ...                       | ...                | ...                    |
| 2014 |                           |                    | 17,6 %                 |
| 2015 | ...                       | ...                | ...                    |
| 2016 |                           |                    | 21 %                   |

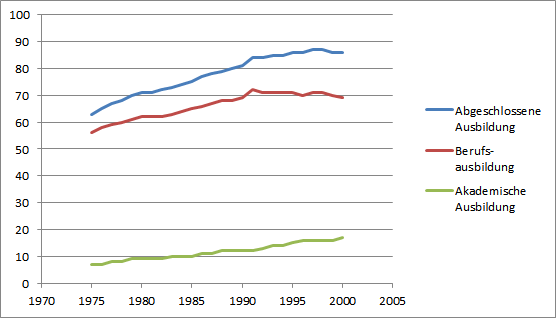
Grafische Darstellung

(Anteil an der Erwerbsbevölkerung; bis 1990 BRD, ab 1991 Gesamtdeutschland; Quelle: IAB. In Deutschland betrug die Erwerbsbevölkerung 2021 rund 43,3 Millionen Personen
)

### Entwicklung in der Schweiz
Der Bildungsstand der Bevölkerung im Erwerbsalter (25–64 Jahre) hat sich in der Schweiz in den letzten Jahren deutlich erhöht: So betrug die Akademikerquote im Jahr 2020 30,1 % bei dieser Bevölkerungsgruppe und ist damit deutlich höher als in Deutschland. 2010 betrug die Akademikerquote noch 20,5 %.

### Entwicklung in Österreich
Seit 1971 stieg der Akademikeranteil der Wohnbevölkerung im Alter zwischen 25 und 64 Jahren von 2,8 % auf 15,8 % im Jahre 2018. Im Jahr 2001 betrug der Akademikeranteil 7,5 %, im Jahr 2011 11,9 %.

### Internationaler Vergleich
Im internationalen Vergleich ist die Akademikerquote in Deutschland und Österreich traditionell niedrig, während die Schweiz mit einer Akademikerquote von 30,1 % einen im Vergleich zu Deutschland rund 50 % höheren Akademikeranteil aufweisen kann.
Der Grund hierfür liegt im dualen Ausbildungssystem und insbesondere den Aufstiegsfortbildungen und der höheren Berufsbildung.
Viele Aufgaben, die in anderen Ländern durch Akademiker wahrgenommen werden, werden hier durch Absolventen beruflicher Ausbildungsgänge wahrgenommen.
Die Quote der Erwerbstätigen mit abgeschlossener Ausbildung ist in den genannten Ländern im internationalen Vergleich hoch. Keinesfalls darf daher die Akademikerquote isoliert betrachtet und als Indikator einer unzureichenden Berufsausbildung interpretiert werden.
Die Akademikerquote darf nicht mit dem Anteil der Bevölkerung mit Abschluss auf Tertiärstufe verwechselt werden. Gerade beim Vergleich von Statistiken aus verschiedenen Bildungssystemen ist darauf Rücksicht zunehmen.
Die Akademikerquote beträgt 2013 in Irland 39,7 Prozent, Neuseeland 40,6, Großbritannien 41,0, Australien 41,3, Korea 41,7, USA 43,1, Israel 46,4, Japan 46,6, Kanada 52,6, Russland 53,5.

## Bedeutung für die wirtschaftliche Produktivität einer Region
Laut empirischen Befunden ist eine hohe Akademikerquote allein nicht für die Produktivität einer Region entscheidend: In einer Studie wurde die Bedeutung von tertiärer Bildung und Kreativität der lokalen Bevölkerung für die Totale Faktorproduktivität einer Region untersucht anhand der Daten von 257 Regionen der EU. Unterschieden wurden dabei berufstätige Akademiker in kreativen Berufsfeldern (z. B. Natur- und Sozialwissenschaften, Life Science und Gesundheit, Lehrer, Ingenieurwesen …) von berufstätigen Akademikern in nichtkreativen Berufsfeldern (Regierungs- und Behördenmitarbeiter, Manager, Geschäftsleute, Anwälte …). Für die Analyse wurden auch andere potentiell beeinflussende Eigenschaften der Regionen berücksichtigt wie von dort stammende Patente, der Grad der kulturellen Diversität und Toleranz, Spezialisierungsgrad im Bereich verarbeitendes Gewerbe, Siedlungsstruktur, Populationsdichte und Entwicklungslevel der Region. Der Anteil der Akademiker in kreativen Berufsfeldern hatte dabei einen ca. viermal so starken Effekt auf die Produktivität wie der Anteil der Akademiker in nichtkreativen Berufsfeldern.